# Форман, Хэппи
Огаст Дж. «Хэппи» Форман (англ. August G. «Happy» Foreman; 20 июля 1899, Мемфис, Теннесси — 13 февраля 1953, Нью-Йорк, Нью-Йорк) — американский бейсболист, играл на позиции питчера. В Главной лиге бейсбола выступал в составе клубов «Чикаго Уайт Сокс» и «Бостон Ред Сокс».

## Биография
Огаст Форман родился 20 июля 1899 года в Мемфисе в штате Теннесси. Его родители Сэм и Тилли Форманы были евреями, имигрировавшими в США из Российской империи. Он учился в нескольких школах Мемфиса, затем поступил в колледж Чемберлена—Ханта в Порт-Гибсоне в штате Миссисипи. В годы Первой мировой войны Форман служил в Корпусе морской пехоты.
Профессиональную бейсбольную карьеру он начал в 1921 году в составе команды «Кларксдейл Кабс», игравшей в Лиге хлопковых штатов. Форман провёл на поле 89 иннингов, одержав восемь побед при пяти поражениях. Точной информации о его игре в 1922 году нет, а следующий сезон он провёл в командах «Декейтур Коммодорс» и «Шривпорт Гассерс». Большую часть чемпионата 1924 года Форман выступал в Техасской лиге в «Шривпорте» и «Бомонт Экспортерс». В конце сезона его пригласили в «Чикаго Уайт Сокс», на тот момент бывших худшими в Американской лиге.
Третьего сентября 1924 года Форман дебютировал в Главной лиге бейсбола как пинч-хиттер, спустя шесть дней он впервые вышел на поле в роли питчера. До конца сезона он провёл на поле четыре иннинга с пропускаемостью 2,25. После окончания чемпионата он принимал участие в турне «Уайт Сокс» по Европе. В сезоне 1925 года Форман играл за команду младшей лиги «Форт-Уэрт Пэнтерс». В том же году он женился на Милдред Уизер из Чикаго.
Начало сезона 1926 года он встретил безработным. Только в июне его пригласили в «Бостон Ред Сокс», также бывших одной из худших команд лиги. За команду Форман сыграл три матча, все они были проиграны, хотя его показатель ERA 2,25 был самым низким в «Ред Сокс». Хорошая статистика не помогла ему остаться в «Бостоне». В межсезонье Форман покинул клуб и больше в Главную лигу бейсбола не вернулся.
В последующие три года он играл за «Блумингтон Блумерс», «Пеорию Тракторс», «Эль-Дорадо Лайонс» и «Денвер Беарс». В дальнейшем Форман выступал в полупрофессиональных командах, газета Louisville Courier-Journal писала, что он был играющим тренером Африкан Клаунс, путешествовавших по стране в традиционных зулусских одеждах и игравших босиком.
В 1935 году Форману было предъявлено обвинение в убийстве после драки возле кафе в Мемфисе, но суд присяжных вынес оправдательный вердикт, сочтя его действия самообороной. Позднее он работал водителем грузовика.
Хэппи Форман скончался 13 февраля 1955 года в Нью-Йорке, где гостил у своей сестры. Причиной смерти стал рак лёгких.